# 1935년
1935년은 화요일로 시작하는 평년이다.

## 연호
- 대한민국 임시정부(大韓民國 臨時政府) 대한민국(大韓民國) 17년
- 중화민국(中華民國) 민국(民國) 24년
- 만주국(滿州國) 강덕(康德) 2년
- 일본(日本) 쇼와(昭和) 10년
- 응우옌 왕조(阮朝) 바오다이(保大) 10년

## 기년
- 만주국(滿洲國) 강덕제(康德帝) 4년
- 응우옌 왕조(阮朝) 보대제(保大帝) 10년

## 사건
- 1월 13일 - 자르 지역, 주민투표로 91%가 독일 복귀를 찬성.
- 2월 - 대한민국 임시정부, 난징시에 학생훈련소 설치
- 2월 10일 - 안창호, 대전형무소에서 가석방
- 2월 27일 - 부산-절영도 간 전차 개통
- 3월 16일 - 독일, 징병제 도입.
- 3월 18일 - 함경북도 나진우편국에 최초의 자동전화교환기 설치
- 3월 25일 - <고종실록>과 <순종실록> 완성
- 3월 25일 - 무정부주의자 정화암과 엄순봉, 상해조선인거류민회 부회장 이용로 암살
- 4월 6일
  - 만주국 황제 푸이가 일본 제국을 방문
  - 조선총독부와 일본 척무성이 80만 한국 농민의 만주 이전안을 결정
- 4월 15일 - 함경북도 회령 유선탄광 폭약 폭발사고
- 4월 27일 - 경성 마라톤 대회에서 손기정이 2시간 25분 14초로 비공인 세계신기록 수립
- 5월 - 계용묵이 <백치 아다다>를 <조선문단>에 발표
- 5월 1일 - 조선은행이 5원권 지폐를 새로 발행
- 5월 28일 - 카프 (KARF) 해체
- 5월 31일 - 미국 캘리포니아주 로스앤젤레스에서 20세기 폭스가 설립되었다.
- 6월 18일 - 영국과 독일간 영독 해군협정 체결.
- 6월 20일 - 중국 난징에서 민족혁명당 창당을 위한 민족주의단체대표회의 개최
- 7월 - 경성방송국을 중앙방송국으로 개칭
- 7월 5일 - 한국독립당, 조선혁명당, 의열단, 신한민족당, 대한독립당이 민족혁명당으로 통합
- 7월 29일 - 조선총독부가 소작쟁의 격증에 대비하여 소작관 110명 증원해 각 도,군에 배치
- 8월
  - 고등보통학교에 현역장교를 배속하여 군사교육 실시
  - 함흥에서 반전 시위로 120여명 피검
- 8월 2일 - 신원보증령 공포
- 8월 13일 - 심훈의 소설 《상록수》, 동아일보 현상소설에 당선.
- 9월 - 조선총독부, 각 학교에 신사 참배 강요
- 9월 15일 - 나치 독일, 유대인의 시민권을 박탈하고 갈고리십자 문양을 국기로 하는 뉘른베르크법이 통과되다.
- 9월 21일 - 일제강점기: 부산방송국(JBAK) 개국.
- 9월 29일 - 조선육상경기협회, 제 1회 전조선육상선수권대회 개최.
- 10월 1일 - 대전, 전주, 광주읍이 부로 승격
- 10월 3일 - 이탈리아 왕국이 에티오피아를 재침공하다.
- 10월 4일 - 한국 최초의 발성영화 《춘향전》, 단성사에서 개봉.
- 10월 12일 - 조선 주둔 일본군이 사단대항훈련 실시, 독립운동자 다수 검거 시작
- 10월 17일 - 조선일보사, <조광> 창간
- 11월 - 중국 항저우에서 이동녕, 이시영, 김구 등이 애국단을 중심으로 한국국민당 조직
- 11월 1일 - 만주철도가 북선선 서울-나진 구간 개통
- 항저우(杭州)의 대한민국 임시정부, 진강으로 이동

## 탄생

### 1월
- 1월 1일 - 한국계 미국인 이론물리학자 이휘소. (~1977년)
- 1월 5일
  - 대한민국의 정치인 반형식. (~2024년)
  - 대한민국의 성우 출신 배우 김복희.
- 1월 7일 - 대한민국의 정치인 하대돈. (~2013년)
- 1월 8일 - 미국의 가수 엘비스 프레슬리. (~1977년)
- 1월 11일 - 대한민국의 정치인 이영호. (~1994년)
- 1월 17일
  - 대한민국의 정치인 김인규. (~2023년)
  - 일본의 탁구 선수 야마이즈미 카즈코. (~2024년)
- 1월 23일 - 대한민국의 언론인, 정치인 김영수. (~2024년)
- 1월 27일 - 대한민국의 법조인 정치인 이택돈. (~2012년)
- 1월 30일 - 이탈리아의 배우 엘사 마르티넬리. (~2017년)
- 1월 31일 - 일본의 소설가 오에 겐자부로. (~2023년)

### 2월
- 2월 7일 - 대한민국의 정치인 최희욱. (~2023년)
- 2월 10일
  - 대한민국의 전 정치인, 기상인 김동완. (~2024년)
  - 크로아티아의 축구 감독 미로슬라브 블라제비치. (~2023년)
- 2월 11일 - 미국의 음악가 진 빈센트. (~1971년)
- 2월 12일 - 일본의 야구 선수, 야구 지도자 도요다 야스미쓰. (~2016년)
- 2월 14일 - 대한민국의 농민운동가 조한규. (~2025년)
- 2월 17일 - 대한민국의 배우, 작가, 성우 김길호. (~2017년)
- 2월 20일 - 대한민국의 교사, 관료 출신 정치인 정종택.
- 2월 25일 - 미국의 신학자 토니 캠폴로. (~2024년)
- 2월 26일 - 일본 태생 대한민국의 소설가 이회성. (~2025년)
- 2월 27일 - 이탈리아의 소프라노 가수 미렐라 프레니. (~2020년)

### 3월
- 3월 3일
  - 대한민국의 정치인 김태호. (~2002년)
  - 미국의 정치인 마이클 왈처.
- 3월 10일
  - 대한민국의 교육인 서영배. (~2024년)
  - 대한민국의 정치인 조순형
- 3월 11일 - 일본의 성우 키타 미치에. (~2024년)
- 3월 14일 - 대한민국의 만화가 김원빈. (~2012년)
- 3월 15일
  - 미국의 배우 저드 허슈.
  - 이집트의 법학자 나빌 엘아라비. (~2024년)
- 3월 16일
  - 재미(在美) 사업가 출신 대한민국의 정치인 박동선. (~2024년)
  - 대한민국의 기업인, 문화운동가 채현국. (~2021년)
- 3월 17일 - 미국의 영화배우 애덤 웨이드. (~2022년)
- 3월 23일 - 대한민국의 건축가 지순. (~2021년)
- 3월 27일 - 대한민국의 정치인 박종철. (~2023년)
- 3월 28일
  - 대한민국의 시인 문병란. (~2015년)
  - 폴란드의 육상 선수 유제프 슈미트. (~2024년)

### 4월
- 4월 1일 - 대한민국의 법조인 윤관. (~2022년)
- 4월 6일 - 스페인의 축구 선수 루이스 델 솔. (~2021년)
- 4월 7일 - 대한민국의 기업인 김재철.
- 4월 13일 - 미국의 영화배우 라일 왜거너. (~2020년)
- 4월 27일
  - 그리스의 영화 감독, 각본가, 영화 프로듀서 테오 앙겔로풀로스. (~2012년)
  - 대한민국의 정치인 김장환.
- 4월 28일 - 이라크의 제5대 대통령, 군인 사담 후세인. (~2006년)

### 5월
- 5월 2일 - 스페인의 축구 선수, 축구 지도자 루이스 수아레스 미라몬테스. (~2023년)
- 5월 8일 - 잉글랜드의 축구 선수 잭 찰턴. (~2020년)
- 5월 10일 - 대한민국의 기초단체장, 영화배우, 정치인 이대엽. (~2015년)
- 5월 14일 - 미국의 정치인 하비 울먼. (~2022년)
- 5월 15일 - 일본의 성우 미와 아키히로.
- 5월 21일 - 대한민국의 관료 겸 정치인 윤석천. (~2009년)
- 5월 23일
  - 대한민국의 의학자 겸 고위공무원 김모임. (~2024년)
  - 대한민국의 전 신문기자 강승훈.
- 5월 28일 - 잉글랜드의 배우 앤 리드.

### 6월
- 6월 1일
  - 독일의 영화감독, 작가 퍼시 아들론. (~2024년)
  - 영국의 건축가 노먼 포스터.
- 6월 2일
  - 대한민국의 정치인 서종렬.
  - 대한민국의 법조인, 정치인 이회창.
- 6월 8일 - 대한민국의 희극인 이기동. (~1987년)
- 6월 10일
  - 대한민국의 정치인 손세일. (~2004년)
  - 일본의 배우 타카하시 코지.
- 6월 21일 - 프랑스의 문학가 프랑수아즈 사강. (~2004년)
- 6월 22일 - 대한민국의 정치인 박제상. (~2025년)
- 6월 28일 - 대한민국의 성우 김소원.
- 6월 29일 - 일본의 야구 선수, 야구 감독 노무라 가쓰야. (~2020년)

### 7월
- 7월 4일
  - 대한민국의 소설가 송기숙. (~2021년)
  - 러시아의 부랴트 공화국 대통령 레오니트 포타포프. (~2020년)
- 7월 5일 - 태국의 정치인 참롱 스리무앙.
- 7월 6일 - 티베트 불교 겔룩파의 달라이라마 제14대 달라이 라마.
- 7월 12일 - 일본의 화학자 오무라 사토시.
- 7월 14일 - 일본의 화학자 네기시 에이이치. (~2021년)
- 7월 15일 - 미국의 배우 켄 커처벌. (~2019년)
- 7월 17일
  - 캐나다의 배우 도널드 서덜랜드. (~2024년)
  - 미국의 음악가 피터 시컬리. (~2024년)
- 7월 20일 - 일본의 문학자 니시오 간지. (~2024년)
- 7월 28일 - 일본의 작가 도미오카 다에코. (~2023년)

### 8월
- 8월 5일 - 대한민국의 군인, 언론인, 군사평론가 이선호.
- 8월 12일 - 슬로바키아의 전 축구 선수 얀 포플루하르. (~2011년)
- 8월 13일 - 대한민국의 교육자 김우관. (~?)
- 8월 20일
  - 대한민국의 정치인 최규환. (~2015년)
  - 미국의 정치인 론 폴.
- 8월 24일
  - 일본의 정치인, 총리 대신 하타 쓰토무. (~2017년)
  - 이탈리아의 영화배우 란도 버잔카. (~2022년)
- 8월 26일 - 미국의 정치인 제럴딘 페라로. (~2011년)
- 8월 29일 - 미국의 영화 감독 윌리엄 프리드킨.
- 8월 31일
  - 미국의 야구 선수 프랭크 로빈슨. (~2019년)
  - 미국의 수학자 로널드 그레이엄. (~2020년)

### 9월
- 9월 1일
  - 대한민국의 문학평론가 겸 시인 송백헌. (~2021년)
  - 일본의 지휘자 오자와 세이지. (~2024년)
- 9월 2일 - 대한민국의 교육학자 겸 교육행정학자 백승탁.
- 9월 5일 - 독일의 배우, 방송인 디터 할러포르덴.
- 9월 8일 - 대한민국의 전직 대통령 노태우의 아내 김옥숙.
- 9월 9일 - 대한민국의 판사 및 변호사, 정치인 목요상.
- 9월 10일 - 이탈리아의 축구 선수, 축구 감독 자코모 로시. (~2024년)
- 9월 16일 - 아르헨티나계 독일인의 작가 에스터 빌라.
- 9월 21일 - 대한민국의 패션 디자이너 앙드레 김. (~2010년)
- 9월 27일 - 한국계 미국인 정치학자 신호범. (~2021년)
- 9월 29일
  - 일본의 아동문학가 나카가와 리에코. (~2024년)
  - 미국의 싱어송라이터 제리 리 루이스. (~2022년)

### 10월
- 10월 1일 - 영국의 배우 줄리 앤드루스.
- 10월 2일 - 일본의 성우 오하라 노리코. (~2024년)
- 10월 3일
  - 대한민국의 조각가 최만린. (~2020년)
  - 아르메니아의 성우, 영화배우 아르멘 지가르하냔. (~2020년)
- 10월 6일 - 칠레의 축구 선수 비센테 칸타토레. (~2021년)
- 10월 9일 - 대한민국의 야구 선수 김진영. (~2020년)
- 10월 10일 - 대한민국의 법조인 이시윤. (~2024년)
- 10월 12일 - 이탈리아의 테너 성악가 루치아노 파바로티. (~2007년)
- 10월 15일 - 대한민국의 정치인 최형우.
- 10월 20일 - 이탈리아의 축구 선수 파비오 쿠디치니. (~2025년)
- 10월 21일
  - 대한민국의 연출가 양근승. (~2020년)
  - 폴란드의 배우, 영화 각본가 야드비가 바란스카. (~2024년)
- 10월 29일 - 일본의 애니메이션 감독 타카하타 이사오. (~2018년)
- 10월 30일 - 일본의 야구 선수 다키우치 야스오. (~2018년)
- 10월 31일
  - 영국의 경제지리학자 데이비드 하비.
  - 이집트의 정치인 무함마드 후사인 탄타위. (~2021년)

### 11월
- 11월 1일
  - 대한민국의 배우 김성옥. (~2022년)
  - 팔레스타인의 교수, 문학 평론가 에드워드 사이드. (~2003년)
- 11월 5일 - 대한민국의 군인, 정치인 정순덕.
- 11월 8일 - 프랑스의 배우 알랭 들롱. (~2024년)
- 11월 9일 - 미국의 야구 선수 밥 깁슨. (~2020년)
- 11월 10일 - 대한민국의 군인, 정치인 안무혁. (~2019년)
- 11월 11일
  - 스웨덴의 배우 비비 안데르손. (~2019년)
  - 미국의 추기경 존 패트릭 폴리. (~2011년)
- 11월 15일 - 일본의 성우, 배우, 연출가 키모츠키 카네타. (~2016년)
- 11월 16일 - 셰이셸의 제2대 대통령, 정치인 프랑스알베르 르네. (~2019년)
- 11월 17일 - 일본의 일러스트레이터 오라이 노리요시. (~2015년)
- 11월 18일 - 대한민국의 시인 양채영. (~2018년)
- 11월 19일
  - 대한민국의 기업인 조석래. (~2024년)
  - 미국의 기업인 잭 웰치. (~2020년)
- 11월 28일 - 일본의 황족 히타치노미야 마사히토.

### 12월
- 12월 1일
  - 대한민국의 가수 한명숙.
  - 미국의 영화감독 우디 앨런.
  - 우크라이나의 공학자 빅토르 브류하노프. (~2021년)
- 12월 5일
  - 소련의 역도 선수 유리 블라소프. (~2021년)
  - 뉴질랜드의 육상 선수 머리스 체임벌린. (~2024년)
- 12월 6일
  - 캐나다의 영화배우 진 라포인티. (~2022년)
  - 중화인민공화국의 정치인 왕훙원. (~1992년)
- 12월 8일 - 대한민국의 언론인, 정치인 봉두완.
- 12월 12일
  - 대한민국의 공무원, 정치인 이원식. (~2018년)
  - 대한민국의 공무원, 정치인 백상승. (~2018년)
- 12월 13일 - 미국의 야구 선수 조 크리스토퍼
- 12월 19일 - 대한민국의 언론인, 정치인 최영철.
- 12월 21일 - 미국의 영화 감독 존 G. 아빌드센. (~2017년)
- 12월 24일 - 오스트레일리아의 영화배우 토미 다이사트. (~2022년)
- 12월 25일 - 대한민국의 정치인 류재희.
- 12월 26일 - 토고의 군인 냐싱베 에야데마. (~2005년)
- 12월 27일 - 대한민국의 출판인 윤형두. (~2023년)
- 12월 30일
  - 미국의 야구 선수 샌디 쿠팩스.
  - 가봉의 최장 집권 대통령 오마르 봉고. (~2009년)
- 12월 31일 - 사우디아라비아의 제7대 국왕 살만 빈 압둘아지즈 알사우드.

### 미상
- 대한민국의 법조인 김윤경. (~2022년)
- 대한민국의 성악가 박노경. (~2024년)
- 대한민국의 농구 선수, 장내 아나운서 염철호. (~2025년)
- 대한민국의 시인, 수필가 이경희. (~2024년)
- 대한민국의 변호사 이상혁.
- 대한민국의 교육인 이종훈.

## 사망

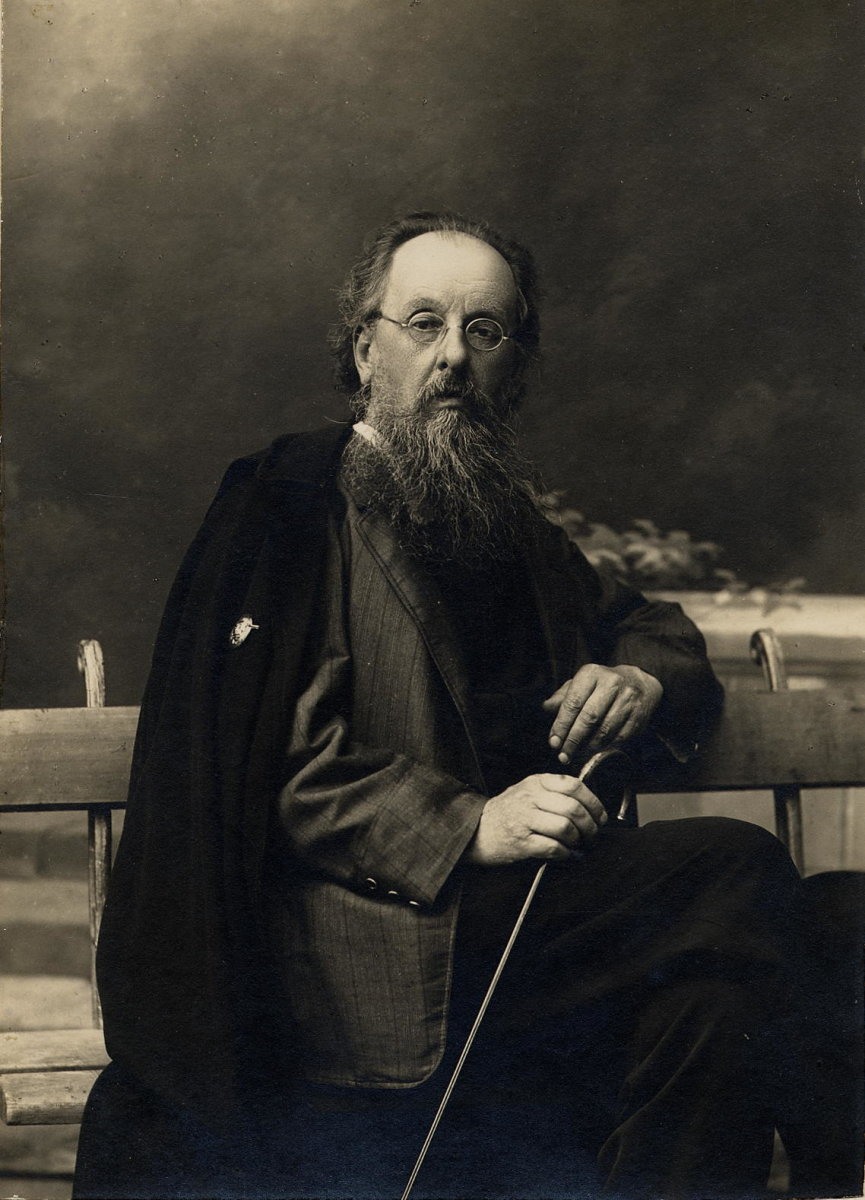
콘스탄틴 치올콥스키

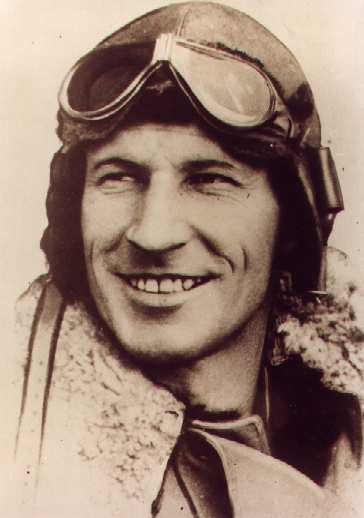
찰스 킹스포드 스미스

- 9월 19일 - 폴란드계 러시아 과학자 콘스탄틴 치올콥스키. (1857년 ~)
- 10월 1일 - 러시아의 작가 블라디미르 길랴롭스키. (1853년 ~)
- 11월 8일 - 호주의 비행가 찰스 킹스포드 스미스 (1897년 ~)
- 11월 26일 - 3·1 운동 민족대표 33인중 한 명인 길선주 목사. (1869년 ~)

## 노벨상
- 문학상:없음
- 물리학상: 제임스 채드윅 (영국)
- 생리학 및 의학상:한스 슈페만 (독일)
- 평화상:카를 폰 오시에츠키 (독일)
- 화학상:졸리오 퀴리 (프랑스)

## 달력
| 1월 |    |    |    |    |    |    |
| 일  | 월 | 화 | 수 | 목 | 금 | 토 |
|     |    | 1  | 2  | 3  | 4  | 5  |
| 6   | 7  | 8  | 9  | 10 | 11 | 12 |
| 13  | 14 | 15 | 16 | 17 | 18 | 19 |
| 20  | 21 | 22 | 23 | 24 | 25 | 26 |
| 27  | 28 | 29 | 30 | 31 |    |    |

| 2월 |    |    |    |    |    |    |
| 일  | 월 | 화 | 수 | 목 | 금 | 토 |
|     |    |    |    |    | 1  | 2  |
| 3   | 4  | 5  | 6  | 7  | 8  | 9  |
| 10  | 11 | 12 | 13 | 14 | 15 | 16 |
| 17  | 18 | 19 | 20 | 21 | 22 | 23 |
| 24  | 25 | 26 | 27 | 28 |    |    |

| 3월 |    |    |    |    |    |    |
| 일  | 월 | 화 | 수 | 목 | 금 | 토 |
|     |    |    |    |    | 1  | 2  |
| 3   | 4  | 5  | 6  | 7  | 8  | 9  |
| 10  | 11 | 12 | 13 | 14 | 15 | 16 |
| 17  | 18 | 19 | 20 | 21 | 22 | 23 |
| 24  | 25 | 26 | 27 | 28 | 29 | 30 |
| 31  |    |    |    |    |    |    |

| 4월 |    |    |    |    |    |    |
| 일  | 월 | 화 | 수 | 목 | 금 | 토 |
|     | 1  | 2  | 3  | 4  | 5  | 6  |
| 7   | 8  | 9  | 10 | 11 | 12 | 13 |
| 14  | 15 | 16 | 17 | 18 | 19 | 20 |
| 21  | 22 | 23 | 24 | 25 | 26 | 27 |
| 28  | 29 | 30 |    |    |    |    |

| 5월 |    |    |    |    |    |    |
| 일  | 월 | 화 | 수 | 목 | 금 | 토 |
|     |    |    | 1  | 2  | 3  | 4  |
| 5   | 6  | 7  | 8  | 9  | 10 | 11 |
| 12  | 13 | 14 | 15 | 16 | 17 | 18 |
| 19  | 20 | 21 | 22 | 23 | 24 | 25 |
| 26  | 27 | 28 | 29 | 30 | 31 |    |

| 6월 |    |    |    |    |    |    |
| 일  | 월 | 화 | 수 | 목 | 금 | 토 |
|     |    |    |    |    |    | 1  |
| 2   | 3  | 4  | 5  | 6  | 7  | 8  |
| 9   | 10 | 11 | 12 | 13 | 14 | 15 |
| 16  | 17 | 18 | 19 | 20 | 21 | 22 |
| 23  | 24 | 25 | 26 | 27 | 28 | 29 |
| 30  |    |    |    |    |    |    |

| 7월 |    |    |    |    |    |    |
| 일  | 월 | 화 | 수 | 목 | 금 | 토 |
|     | 1  | 2  | 3  | 4  | 5  | 6  |
| 7   | 8  | 9  | 10 | 11 | 12 | 13 |
| 14  | 15 | 16 | 17 | 18 | 19 | 20 |
| 21  | 22 | 23 | 24 | 25 | 26 | 27 |
| 28  | 29 | 30 | 31 |    |    |    |

| 8월 |    |    |    |    |    |    |
| 일  | 월 | 화 | 수 | 목 | 금 | 토 |
|     |    |    |    | 1  | 2  | 3  |
| 4   | 5  | 6  | 7  | 8  | 9  | 10 |
| 11  | 12 | 13 | 14 | 15 | 16 | 17 |
| 18  | 19 | 20 | 21 | 22 | 23 | 24 |
| 25  | 26 | 27 | 28 | 29 | 30 | 31 |

| 9월 |    |    |    |    |    |    |
| 일  | 월 | 화 | 수 | 목 | 금 | 토 |
| 1   | 2  | 3  | 4  | 5  | 6  | 7  |
| 8   | 9  | 10 | 11 | 12 | 13 | 14 |
| 15  | 16 | 17 | 18 | 19 | 20 | 21 |
| 22  | 23 | 24 | 25 | 26 | 27 | 28 |
| 29  | 30 |    |    |    |    |    |

| 10월 |    |    |    |    |    |    |
| 일   | 월 | 화 | 수 | 목 | 금 | 토 |
|      |    | 1  | 2  | 3  | 4  | 5  |
| 6    | 7  | 8  | 9  | 10 | 11 | 12 |
| 13   | 14 | 15 | 16 | 17 | 18 | 19 |
| 20   | 21 | 22 | 23 | 24 | 25 | 26 |
| 27   | 28 | 29 | 30 | 31 |    |    |

| 11월 |    |    |    |    |    |    |
| 일   | 월 | 화 | 수 | 목 | 금 | 토 |
|      |    |    |    |    | 1  | 2  |
| 3    | 4  | 5  | 6  | 7  | 8  | 9  |
| 10   | 11 | 12 | 13 | 14 | 15 | 16 |
| 17   | 18 | 19 | 20 | 21 | 22 | 23 |
| 24   | 25 | 26 | 27 | 28 | 29 | 30 |

| 12월 |    |    |    |    |    |    |
| 일   | 월 | 화 | 수 | 목 | 금 | 토 |
| 1    | 2  | 3  | 4  | 5  | 6  | 7  |
| 8    | 9  | 10 | 11 | 12 | 13 | 14 |
| 15   | 16 | 17 | 18 | 19 | 20 | 21 |
| 22   | 23 | 24 | 25 | 26 | 27 | 28 |
| 29   | 30 | 31 |    |    |    |    |

### 음양력 대조 일람
| 음력월 | 월건 | 대소 | 음력 1일의 양력 월일 | 음력 1일 간지 |
| ------ | ---- | ---- | -------------------- | ------------- |
| 1월    | 무인 | 소   | 2월 4일              | 신해          |
| 2월    | 기묘 | 소   | 3월 5일              | 경진          |
| 3월    | 경진 | 대   | 4월 3일              | 기유          |
| 4월    | 신사 | 소   | 5월 3일              | 기묘          |
| 5월    | 임오 | 대   | 6월 1일              | 무신          |
| 6월    | 계미 | 소   | 7월 1일              | 무인          |
| 7월    | 갑신 | 대   | 7월 30일             | 정미          |
| 8월    | 을유 | 대   | 8월 29일             | 정축          |
| 9월    | 병술 | 소   | 9월 28일             | 정미          |
| 10월   | 정해 | 대   | 10월 27일            | 병자          |
| 11월   | 무자 | 대   | 11월 26일            | 병오          |
| 12월   | 기축 | 소   | 12월 26일            | 병자          |